# Nokia Asha 501

Nokia Asha 501 — бюджетный мобильный телефон на базе операционной системы версии Nokia Asha, на новой платформе — Nokia Asha platform 1.0 (Nokia выпустила обновления Nokia Asha 1.4), новая платформа является переработанной S40 и заимствует элементы управления MeeGo. Производится компанией Nokia с 2013 года.
Телефон имеет экран размером 3 дюйма и разрешением точек 240х320. Камера имеет разрешение 3.2 мегапикселей (разрешение 2048 x 1536).

## Система
В Nokia Asha 501 предустановлен браузер Nokia Xpress, который сжимает 90% данных. 
Для устройства выпущены приложения соц. сетей и мессенджеры:
- Facebook
- Twitter
- LINE (приложение)[1]
- WhatsApp
- linkedin[2]
- WeChat
- Foursquare[3]
- eBuddy Mobile Messenger[англ.]
- Nimbuzz
- Facebook Messenger[4]
- Карты Here Maps[5].

Телефон поддерживает 12 языков. Выбор приложений в магазине зависит от географического положения устройства.

## Особенности
Nokia Asha 501 имеет Глянцевый экран Nokia, Двойное нажатие на экран, журнал Nokia Fastlane plus.